# Pamphiliidae
Famille
Taxons de rang inférieur
- Cephalciinae
- Juralydinae
- Pamphiliinae Cameron, 1890

Les Pamphiliidae sont une famille d'hyménoptères.

## Liste des genres
Selon ITIS (12 octobre 2019) :
- genre Acantholyda Costa, 1894
- genre Neurotoma Konow, 1897
- genre Pamphilus Latreille, 1802